# ألكسندر فيلابلان
ألكسندر فيلابلان (بالفرنسية: Alexandre Villaplane) (12 سبتمبر 1905 – 26 ديسمبر 1944) لاعب كرة قدم فرنسي راحل كان يجيد اللعب في خط الوسط.
لعب فيلابلان في أندية سيت، نيم، راسينغ باريس، أنتيب، ونيس. لعب 25 مباراة دولية لصالح منتخب فرنسا وكان قائدا له في بطولة كأس العالم لكرة القدم 1930.
لعب مع نادي أنتيب في أول موسم احترافي وهو 1932-1933 ولكن تم توقيع النادي بسبب الفساد ثم انتقل إلى السنة التالية إلى نادي نيس. فقد اهتمامه في لعب كرة القدم ووجه اهتمامه إلى الرهان على سباقات الخيل. في محاولة أخيرة لإنقاذ مسيرته الرياضية انضم إلى نادي هيسبانو باستيديان الذي ينافس في الدرجة الثانية ولكن ألقي القبض عليه بسبب ترتيب نتائج سباقات الخيل والغش فيها وإيداعه السجن.
قضى عدة فترات في السجن. أثناء الحرب العالمية الثانية أصبح عضوا مهما في عصابة لواء شمال أفريقيا الإجرامية التي كانت تجند المهاجرين من شمال أفريقيا لصالح المحتل الألماني وتفسد عمليات المقاومة. حصل على لقب داخل العصابة وهو محمد.
حكم عليه بالإعدام في 1 ديسمبر 1944 لثبوت تهمة قتله ما لا يقل عن 10 أشخاص. أطلق النار عليه في ساحة فورت دي مونتروج في 26 ديسمبر 1944.

## وصلات خارجية
- ألكسندر فيلابلان على موقع قاعدة بيانات كرة القدم.إي يو (الإنجليزية)
- ألكسندر فيلابلان على موقع ليكيب (الفرنسية)
- ألكسندر فيلابلان على موقع ناشيونال فوتبول تيمز (الإنجليزية)
- ألكسندر فيلابلان على موقع أوليمبيديا (الإنجليزية)

- مدونة صحيفة لوموند[وصلة مكسورة]